# Beslist.nl
Beslist.nl is een webwinkel en prijsvergelijker, opgericht in 2005 door Kees Verpalen. Het bedrijf was oorspronkelijk gevestigd in Duiven, maar verhuisde in 2010 naar Arnhem waar het gevestigd is op het bedrijventerrein van IJsseloord. Beslist.nl telt in 2017 circa 145 medewerkers, met een assortiment van 25 miljoen producten van ongeveer 10.000 aangesloten webshops met ongeveer 350.000 dagelijkse bezoekers.

## Geschiedenis
Oprichter en CEO van beslist.nl is Kees Verpalen die het bedrijf in 2005 oprichtte nadat hij al eerder werkzaam was als ondernemer met het bedrijf OneToMarket. In 2004 verkocht Verpalen zijn aandelen in OneToMarket. Hij richtte vervolgens beslist.nl op.
Doel van Verpalen was om het mogelijk te maken om alle producten die online verkrijgbaar zijn te vergelijken op prijs. Reden hiervoor was dat de tot dan toe bestaande prijsvergelijkers op internet zich vaak beperkten tot producten met een stekker. Omdat de markt is veranderd en prijzen van verschillende partijen steeds dichter bij elkaar liggen, profileert beslist.nl zich sinds begin 2017 niet meer als prijsvergelijker, maar als online winkelcentrum. Consumenten kunnen producten sindsdien via beslist.nl bestellen bij de aangesloten webshops. In 2017 verhuisde beslist.nl naar een ander pand in Arnhem, dat werd geopend door burgemeester Marcouch. Naast de Nederlandse markt kan ook het Vlaamstalige deel van België online producten vinden via de Belgische variant: beslist.be.

## Sponsoring
In 2012 is beslist.nl gestart met de sponsoring van een schaatsploeg, Team Beslist.nl, onder leiding van Gerard van Velde. In april 2016 stopte beslist.nl met de sponsoring van het team. Reden hiervoor was dat het sponsormodel van de KNSB uit balans was en daarmee voor beslist.nl het plafond was bereikt binnen dit model.